# 李凯亭
李凯亭（1923年11月—2013年1月11日），原名李甲善，山东省平邑县人。中华人民共和国政治人物。
幼年入学山东泰安三中，后参加学生运动。1938年10月，担任八路军山东纵队政治部青年干事，大鲁南军区政治部青年股股长。1943年，任《前卫报》编辑、专栏主编，华东军区政治部科长，军区军邮局局长。1949年5月，担任上海军事接管委员会接管专员、交际科科长，上海市教卫委委员，上海市教育局社会教育处处长，上海市体委秘书长、副主任。1958年6月，担任《体育报》总编辑，兼国家体委宣传司副司长。1972年，任国家体委“五七”干校校长。1983年11月，任中顾委副秘书长。1995年5月，离休。2013年1月11日，因病在北京逝世，享年90岁。